# Lucas Wallmark
Lucas Wallmark (ur. 5 września 1995 w Umeå) – szwedzki hokeista, reprezentant kraju, olimpijczyk z Pekinu 2022.

## Kariera klubowa
W szwedzkich ligach młodzieżowych grał od sezonu 2009/2010 dla Tegs SK, IF Björklöven (2009 - 2010) i Skellefteå AIK (2010 - 2013). W sezonie 2012/2013 wystąpił ponadto w dwóch meczach seniorskiej drużyny Skellefteå AIK w szwedzkiej ekstraklasie oraz w 16 meczach Karlskrona HK na drugim poziomie rozgrywek we Szwecji. W latach 2013–2016 grał dla Luleå HF w szwedzkiej ekstraklasie.
W latach 2016–2021 grał w National Hockey League. Najpierw cztery sezony spędził w Carolina Hurricanes, z występami również w podległym zespole Charlotte Checkers (American Hockey League). W sezonie 2019/2020 przeniósł się do Florida Panthers, a w kolejnym grał w Chicago Blackhawks i ponownie dla Florida Panthers. 
W 2021 przeniósł się do CSKA Moskwa (Kontynentalna Hokejowa Liga). W styczniu 2022 Wallmark przedłużył kontrakt na nowy sezon, jednak na początku marca 2022 zerwał go w proteście przeciwko inwazji Rosji na Ukrainę. W tym samym roku został zawodnikiem szwajcarskiego ZSC Lions (National League).

## Kariera reprezentacyjna
W latach 2010–2015 grał w juniorskich reprezentacjach Szwecji (U17, U18 i U20). W sezonie 2014/2015 zadebiutował w reprezentacji seniorskiej. W latach 2016–2021, będąc graczem NHL, nie występował w meczach reprezentacji. Pierwszym turniejem seniorskim, w którym bronił szwedzkich barw były Zimowe Igrzyska Olimpijskie 2022, podczas których zagrał w 6 meczach i strzelił 5 bramek.